# Grand feu de Hull
 (janvier 2024).
Le Grand feu de Hull est un grand incendie ayant détruit une partie de la ville canadienne de Hull (actuellement un secteur de Gatineau) au Québec et une partie de la capitale canadienne, Ottawa, en 1900.

## Contexte historique
Cet incendie est un des événements les plus marquants de l’histoire de la ville de Hull au Canada (Québec), fondée en 1800 par l'Américain Philemon Wright. Ce n'était toutefois pas la première fois qu'un tel évènement survenait. En effet, trois autres incendies avaient déjà ravagé la municipalité au cours des 20 années précédentes. D’abord, le feu de Sabourin du 21 avril 1880 détruisit 400 maisons (150 000 CAD de dommages). Six ans plus tard, le 10 mai, c’est au tour du feu de Landry de raser 110 maisons et, le 5 juin 1888, 125 bâtisses sont détruites (500 000 $ de dommages). Bien que tous trois aient marqué les mémoires, ils n'eurent toutefois pas la même ampleur que celui de 1900.

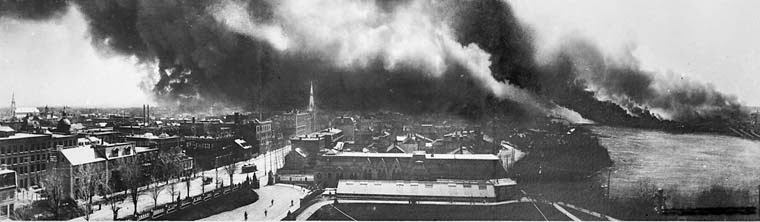
Grand Feu de Hull et d'Ottawa

## Déroulement

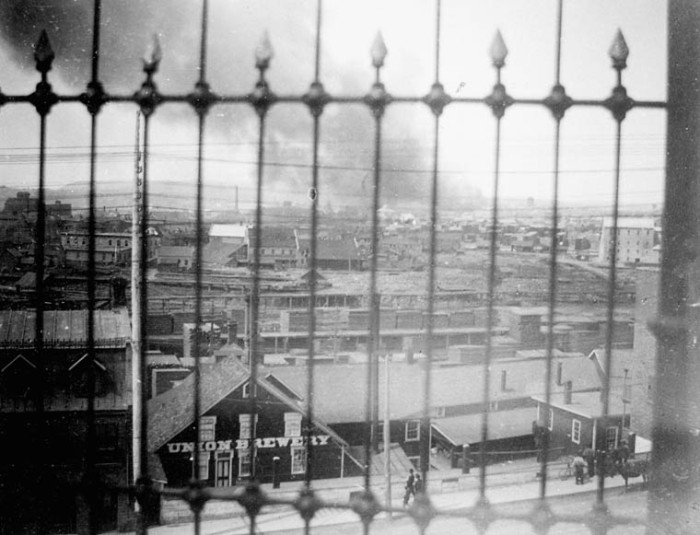
Début de l'incendie, vers 12h30.

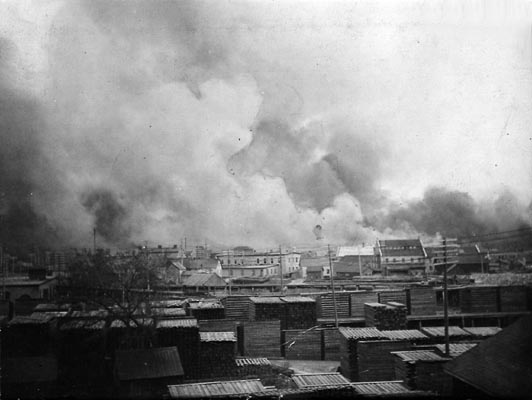
La ville de Hull sous un autre angle.

Le 26 avril vers 11 h du matin, un incendie de cheminée, d’abord mineur, prend naissance chez Mme Marcelline Dumais, sur la rue Chaudière. D'autres sources affirment que l'incendie aurait plutôt pris naissance dans le magasin Caron frères. Poussé par des vents du nord de 50 km/h, le feu s’étend rapidement au voisinage immédiat, puis vers le sud, sur les rues Philomène, Albert, Wright, Wellington et Main; et vers l’est, aux rues Chaudière, du Pont et de l’Église. À 11 h 30, une partie de la rue Main, (au XXIe siècle, la Promenade du Portage) située tout près du foyer d’incendie, est détruite.
Les flammes sont d’une telle force que trois corps de pompiers interviennent : ceux de Hull, ceux de la E. B. Eddy Co. et ceux d’Ottawa. À 11 h 45, des enclos de la Eddy Co. sont ravagés, puis le feu traverse la rue et se propage à l’usine de papier de la même compagnie. Pendant ce temps, les citoyens s’empressent de déménager leurs effets vers le nord et l’ouest. Puis, c’est la Rivière des Outaouais qui s’embrase : sur l’eau, les billots de bois brûlent. L’autre rive est atteinte et, à 12 h 18, l’alarme est donnée : Ottawa brûle aussi, à commencer par la cour à bois de la scierie Bronson.

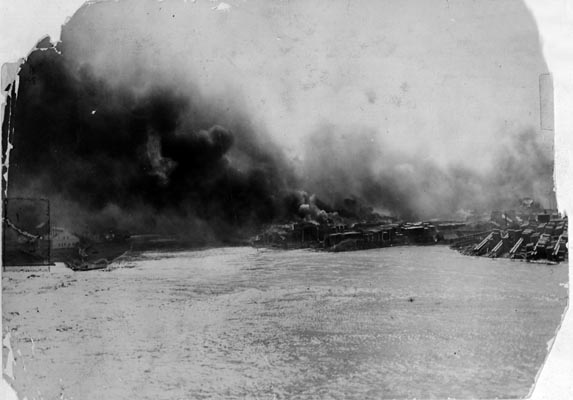
La rivière des Outaouais en feu, plus précisément, les [//fr.wiktionary.org/wiki/billot billots] qui y flottent s'embrasent, bien qu'ils soient en partie immergés.

La population et les autorités craignent alors pour le quartier Victoria. De la scierie Bronson, le feu rejoint les usines de carbure de calcium, des explosions sont entendues en raison des produits chimiques atteints par les flammes et la chaleur. La Compagnie des Tramways et la centrale électrique sont touchées ; des quartiers entiers de même que le Parlement du Canada sont plongés dans le noir et certains le seront pour cinq nuits de suite. Les flammes progressent toujours à une vitesse affolante et en très peu de temps, le quartier Victoria au complet se consume, mais les flammes évitèrent par miracle le parlement qui se trouvait tout près (et qui brûlera le 3 février 1916).
Sur les deux rives, tout y passe : habitations, commerces, usines, manufactures et édifices publics. Sur la rive hulloise, à 13 h 30, la caserne centrale des pompiers et le couvent des Sœurs de la Charité de Montréal (ou Sœurs Grises) commencent à être dévastés et les communications téléphoniques entre les deux rives sont coupées. Puis soudain, le vent tourne et arrive maintenant du nord-ouest. Le feu se dirige donc vers le sud-est où se trouve le palais de justice qui prend feu et les cours à bois de la E. B. Eddy Co. (qui fabrique aussi des allumettes) et de la Hull Lumber Co. brûlent à leur tour.
Quelques minutes après, le Pont de la Chaudière qui mène sur les Plaines LeBreton à Ottawa, situé derrière la Eddy et la Lumber, brûle aussi. Un quart d'heure plus tard, c’est la gare Union du Canadien Pacifique à Ottawa qui est menacée.
Désormais, à Ottawa, la zone comprise entre le rivage, la rue Duke et la petite ferme (au XXIe siècle, le Musée de l'Agriculture, communément appelé la Ferme expérimentale) est complètement la proie des flammes. Devant l’ampleur du sinistre, le premier ministre du Canada, Sir Wilfrid Laurier, demande aux autres villes du pays d’envoyer par train des pompiers dans la région et, ce, aux frais du gouvernement. Les pompiers de Montréal, notamment, répondront à l’appel et seront déployés tant à Hull qu’à Ottawa.

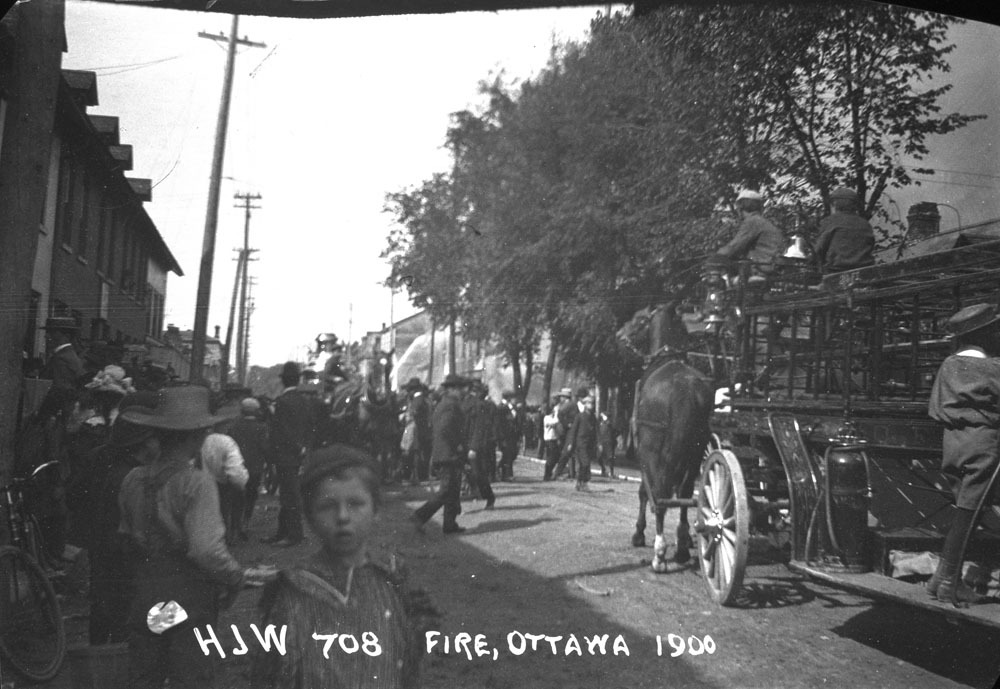
Une rue d'Ottawa durant l'évacuation.
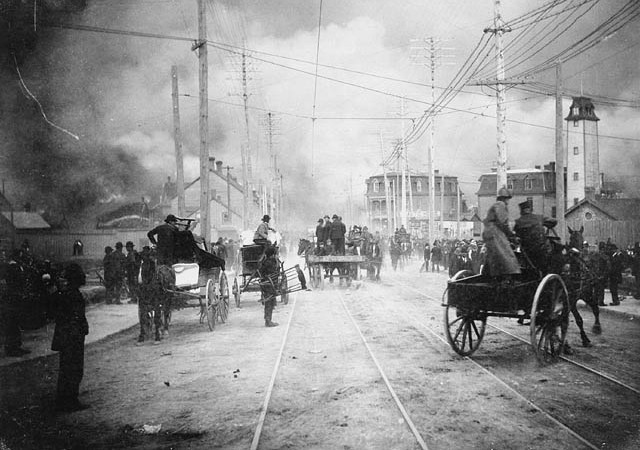
Queen Street, Ottawa, vue vers l'ouest.
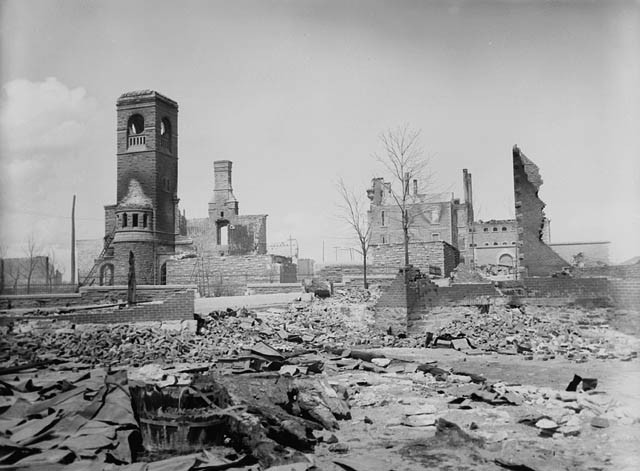
Ruines du palais de justice et de la prison de Hull.

## Répercussions

### Constatation des dommages

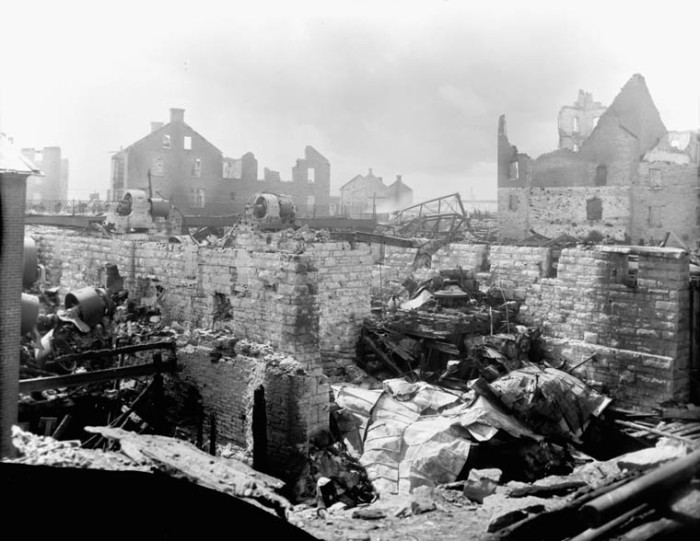
Rue Booth, vue du nord, Hull

L'incendie fut finalement maitrisé et éteint tôt durant la nuit. Le lendemain, à Hull, le jour se leva sur une vision apocalyptique : des centaines de maisons, des églises, des écoles, l'hôtel de ville, le palais de justice, la prison, le bureau de poste, le couvent des Sœurs Grises, les bureaux d’affaires, la Banque du Commerce, la Banque d'Ottawa, les commerces, les fabriques, les usines, les scieries et toutes les cours à bois: tout est réduit en cendres.
L'église Notre-Dame de Grâce (qui a elle aussi été la proie des flammes en 1971), une école et quelques maisons avoisinantes subsistent. Les meubles et autres effets que les gens avaient si désespérément tenté de sauver, seront néanmoins atteints par des étincelles et brûleront. Les maisons des mieux nantis ne sont pas plus épargnées que celles des ouvriers : la résidence de J.R. Booth, propriétaire de la scierie Lumber, est une perte totale. Le propriétaire de la Eddy Co. perdit également sa demeure évaluée à 30 000 $.

#### Bilan
Cette section présente un bilan de l'incendie pour les villes de Hull et d'Ottawa.
- Nombre de sans-abris : 14 000
- Nombre de morts : 7
- Nombre de bâtiments détruits : 4 000
- Surface dévastée : environ 12 km2
- Pertes pour les impôts fonciers : plus de 100 000 000 $.
- Canadien Pacifique : 250 000 $ de pertes.
- Canadien Pacifique : (Gare Union d'Ottawa) : 40 000 $ de pertes.
- Expert Lumber Co. : 750 000 $ de pertes
- McKay (compagnie d’électricité d’Ottawa) : 350 000 $ de pertes.
- Compagnie des Tramways : 125 000 $ de pertes.
- J.R. Booth : près de 3 000 000 $ de pertes.
- E. B. Eddy : 1 500 000 $ de pertes
- Total des pertes pour les compagnies majeures (approx.) : 7 354 100 $
- Total des pertes, maisons, commerces, édifices publics et religieux : 9 875 200 $
- Grand total des pertes, incluant les pertes de  taxes municipales (approx.) : 117 229 300 $

### Coût et assurances

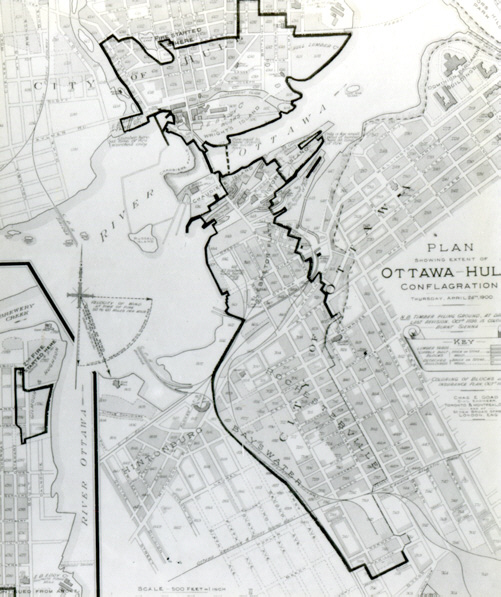
Une carte illustrant l'étendue des dommages, en haut, la ville de Hull, en bas, celle d'Ottawa.

Dans les heures qui ont suivi l’extinction du brasier, des spécialistes évaluaient que les compagnies d’assurances auraient à débourser un peu plus de 4 millions, dont entre 400 000 $  et 500 000 $ seulement seraient remis à des Hullois. En effet, les compagnies d’assurances considéraient la ville de Hull comme un site favorable au feu, en raison des maisons faites entièrement de bois et donc peu sécuritaires. Les assureurs exigeaient une importante surprime pour l'obtention d'une souscription, quand ils ne refusaient pas carrément d'assurer. Finalement, c’est 3 720 000 $ qui furent versés.

### Aide financière et matérielle
Avec toute cette population qui se retrouva sur le pavé et sans le sou, des premières mesures d’aide furent prises rapidement, ainsi certains trouveront refuge au manège militaire d'Ottawa, dans les couvents, dans les centres d’hébergement, chez de la famille ou chez des inconnus charitables. Mais différents organismes érigèrent rapidement des tentes pour abriter les autres citoyens, des tentes qui deviendront rapidement insalubres, rendant leurs occupants malades; plusieurs ne survivront pas.
L’aide financière et physique ne tardera toutefois pas à arriver de toutes parts. Religieux, riches, pauvres, patrons, employés, jeunes ou vieux, tous se rendent sur les lieux du drame pour aider d’une multitude de façons les gens dans le besoin, tandis que le clergé, les différents paliers du Gouvernement et les populations des autres villes tenteront d'aider les sinistrés à se reloger convenablement.
Ainsi, l’archevêché de Montréal versa 500 000 $ et le clergé amassa au-delà 121 250 $ grâce aux quêtes et autres levées de fonds, le gouvernement Laurier, le journal La Patrie, 100 000 $ chacun. Le gouvernement de l’Ontario offrit 35 000 $ et celui du Québec 25 000 $, la ville d’Ottawa et la Standard Oil Co. 10 000 $, la ville de Montréal 15 000 $, la ville de Toronto 25 000 $. Un montant de 42 200 $ arriva de Londres, soit 25 000 $ de la part de la ville, 10 000 $ de la Bourse et 7 200 $ venant des citoyens. Les villes de Québec et d’Hamilton 2 000 $, les villes de London et de Buffalo, le journal The Ottawa Citizen, le Gouverneur général du Canada, la Banque Molson et la Banque d’Épargnes 1 000 $ chacun, la Banque de Montréal 70 000 $ et la Banque d’Ottawa 42 244 $.
La population en général fit directement don de plus de 400 000 $, L’Evening Journal rassembla 12 557 $, ensemble, trois industriels américains contribuèrent pour 1 160 $, le magasin Eaton de Toronto envoya 1 000 $ accompagné de 1 000 conserves de viande, 1 000 pains, 2 barils de thé et de café et quelques autres articles, la compagnie Viau fit acheminer 100 caisses de biscuits, Lord Strathcona offrit 25 000 $ et Lord Mount Stephen : 5 000 $
De Montréal, beurre et fromage furent aussi acheminés et les boulangers d’Ottawa se mirent à fabriquer en grande quantité du pain à distribuer gratuitement, les populations de Toronto et de Montréal firent parvenir des wagons remplit de provisions et de vêtements, les villes de Halifax, Sorel et Saint-Hyacinthe les imitèrent. David McNicoll du Canadien Pacifique et Charles Melville Hays du Grand Trunk Railway seront aussi inscrits comme donateurs pour avoir fourni gratuitement le transport ferroviaire destiné à envoyer la marchandise à Hull et à Ottawa. Le club athlétique Capital et l’association des arts d'Ottawa donnèrent des représentations au profit des sinistrés. Les citoyens épargnés par le feu versèrent au moins 4 000 $ à leurs concitoyens.
En tout, c’est environ 1 631 000 $ qui arriveront de toutes parts pour soutenir les sinistrés sans compter les dons en denrée, vêtements, autres effets et autres formes d’aides, ainsi que le soutien moral.

## Reconstruction

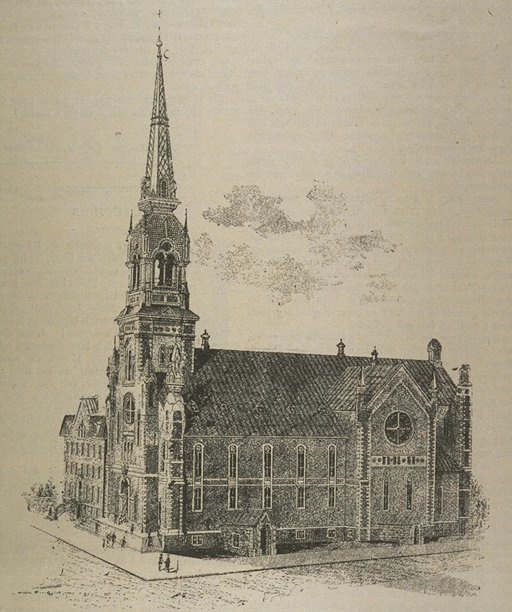
L'église Notre-Dame de Grâce.

Les deux villes ne mirent que très peu de temps avant de commencer à se relever. Le 1er mai, l’électricité commençait à être de retour à Ottawa. Le bureau de poste et le palais de justice furent rapidement reconstruits.
Par ailleurs, le conseil municipal de Hull prit les mesures nécessaires pour faire respecter un règlement qui existait déjà mais qui n’avait pas appliqué ni par les citoyens ni par la ville : l’interdiction de construire des édifices en bois sur les grandes artères.
Le conseil municipal de Hull proposa à la compagnie d'allumettes E. B. Eddy une exemption de taxes pendant 10 ans si M. Eddy reconstruisait ses usines. Eddy Co. était le plus gros employeur de la ville, et son propriétaire accepta l’offre. Grâce à tout l’argent dont disposait le fonds de secours, la construction des nouvelles maisons se mit en branle rapidement.
À Hull, une des conséquences de cette destruction presque totale et qui a encore des répercussions est la disparition des registres paroissiaux, qui étaient conservés en deux copies : une pour la paroisse, l’autre au palais de justice. Donc si les sacrements n’ont pas eu lieu à l’église Notre-Dame de Grâce, les dernières traces de milliers d’ancêtres sont perdues à jamais. En plus de ces registres, les cadastres municipaux, les archives de comté et celles du greffier ont également disparu.

### Le Monde illustré

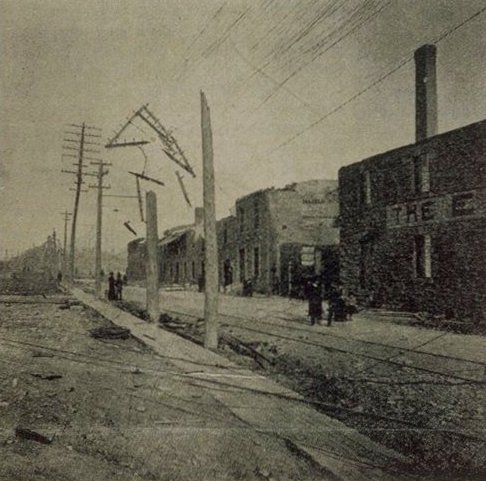
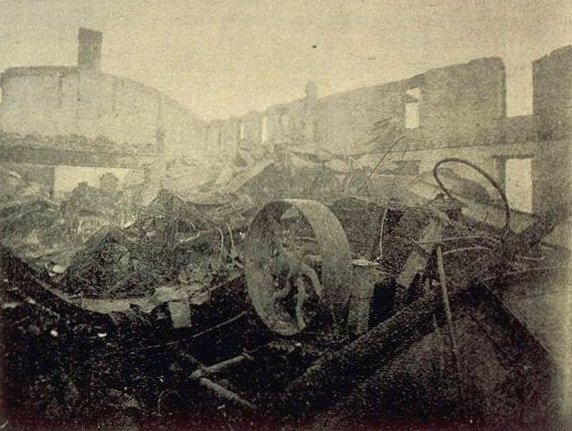
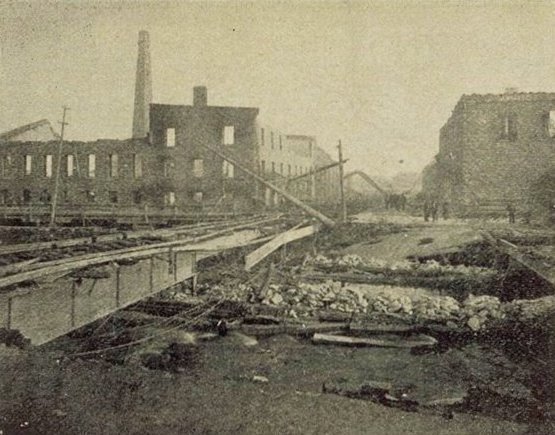
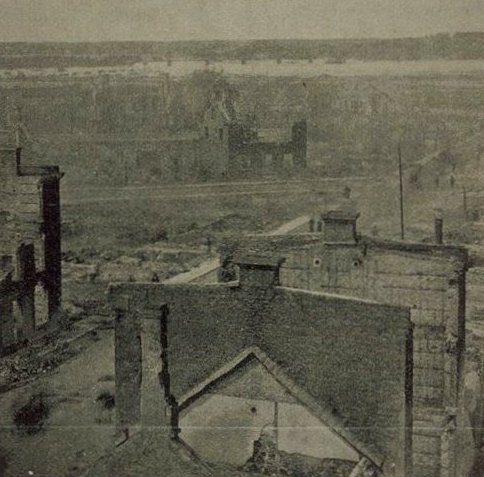
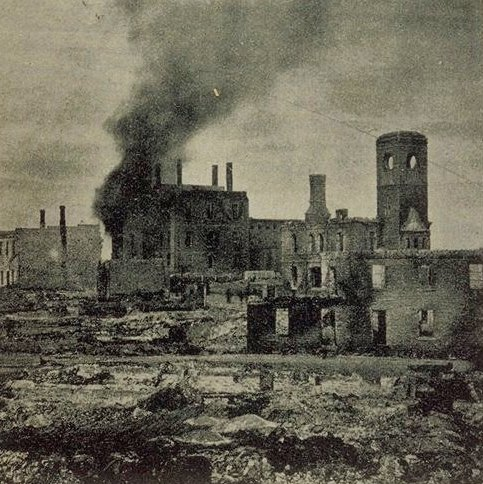

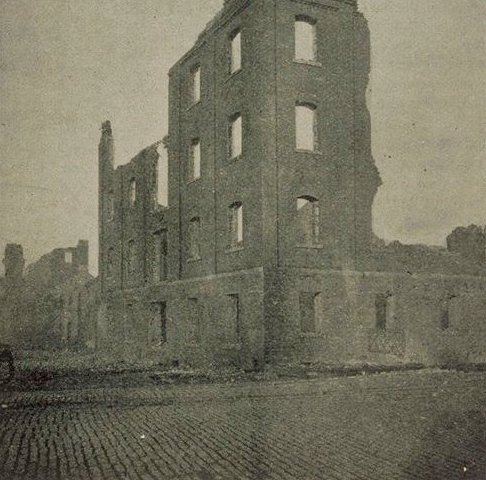
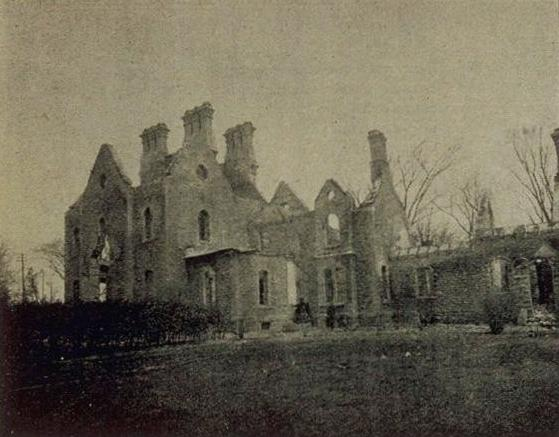
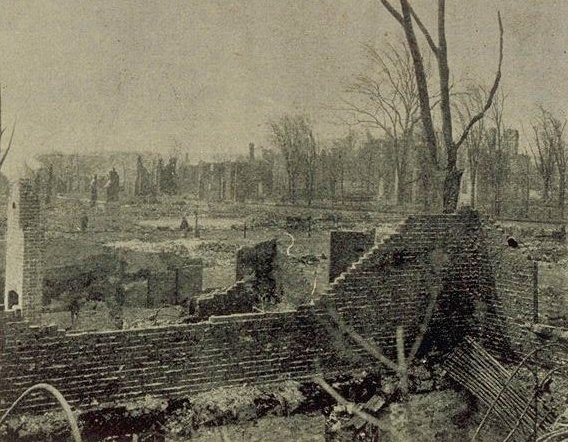
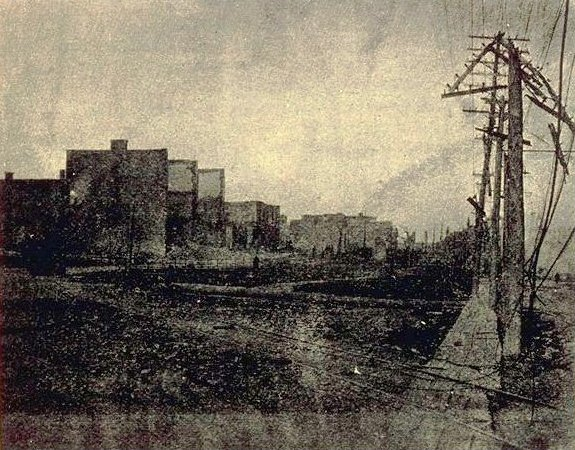
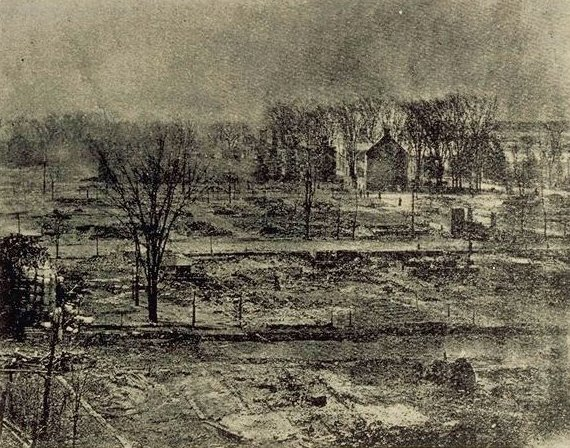

## Galerie

### Autres photos

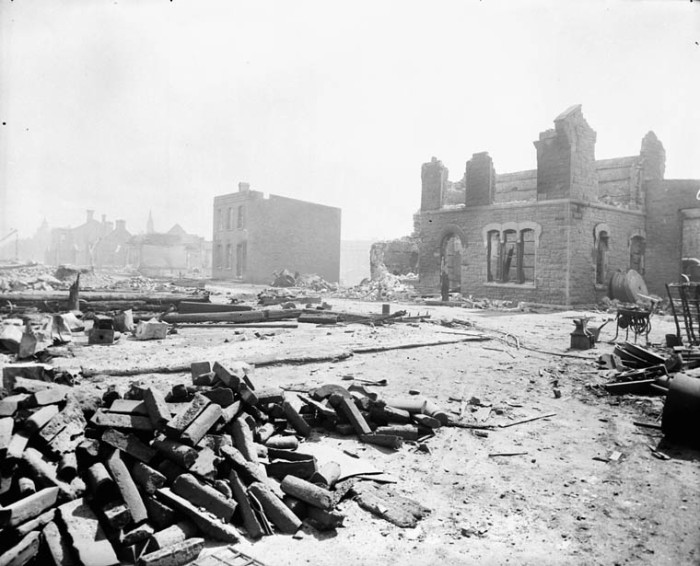
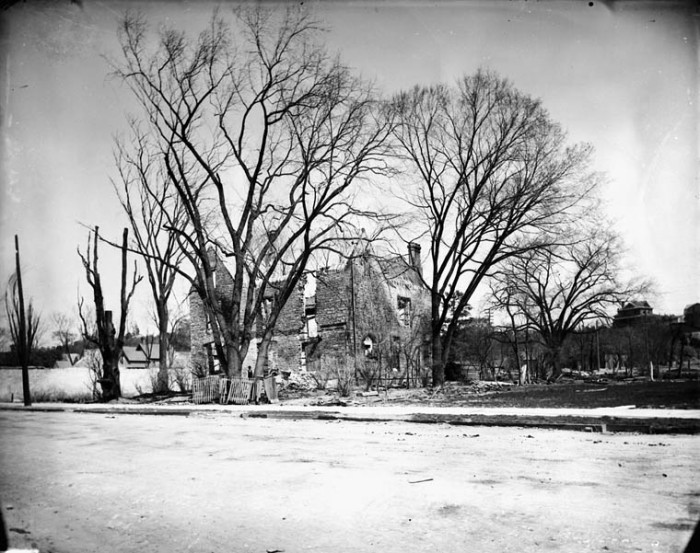
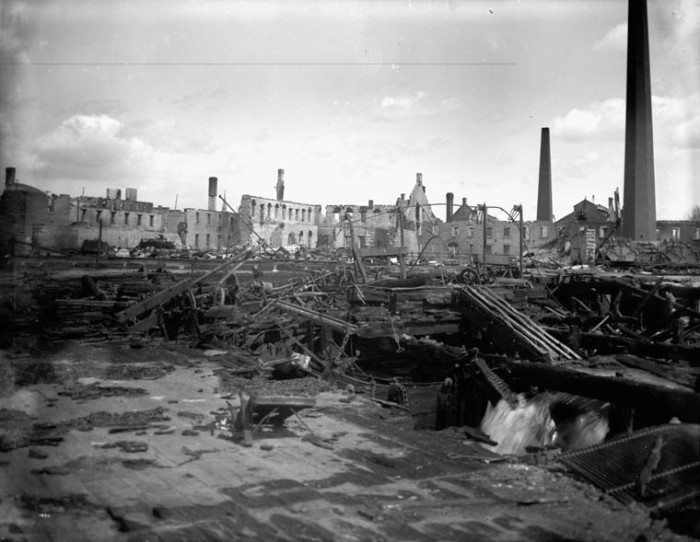
Ruines de l'usine d'E.B. Eddy.
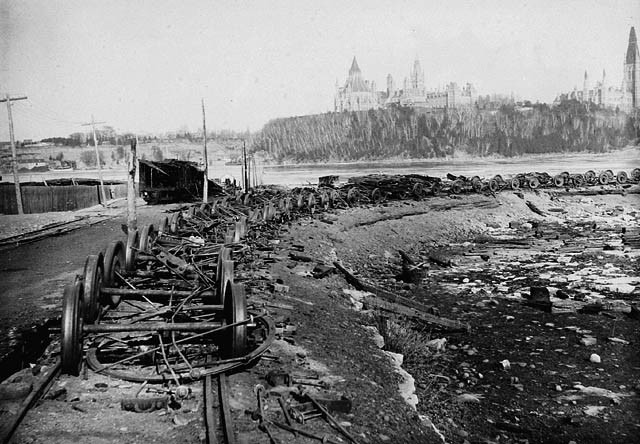
Des roues de wagons et des rails dans une cour à bois.
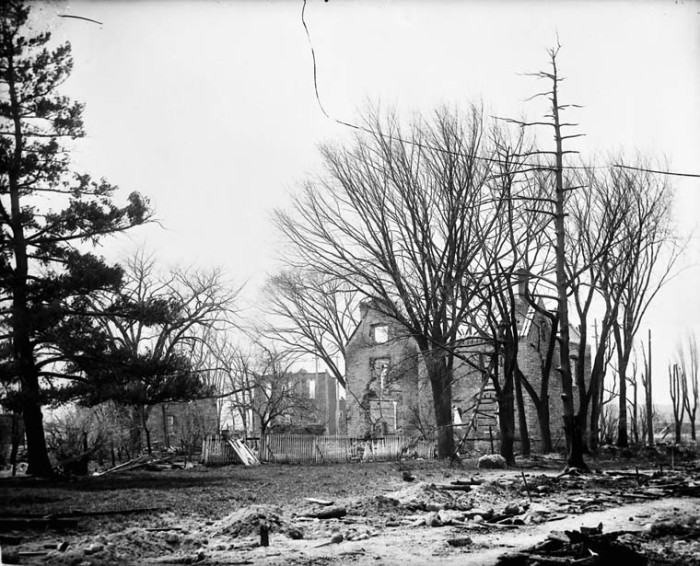
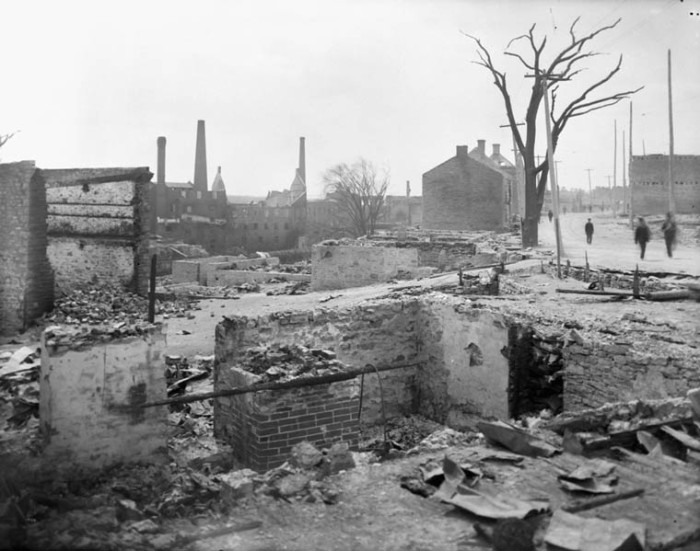
Rue Principale, Hull.
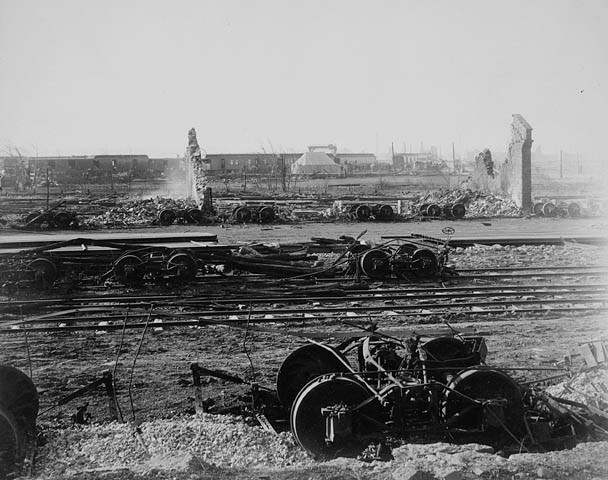
Station du Canadian Pacific Railway.
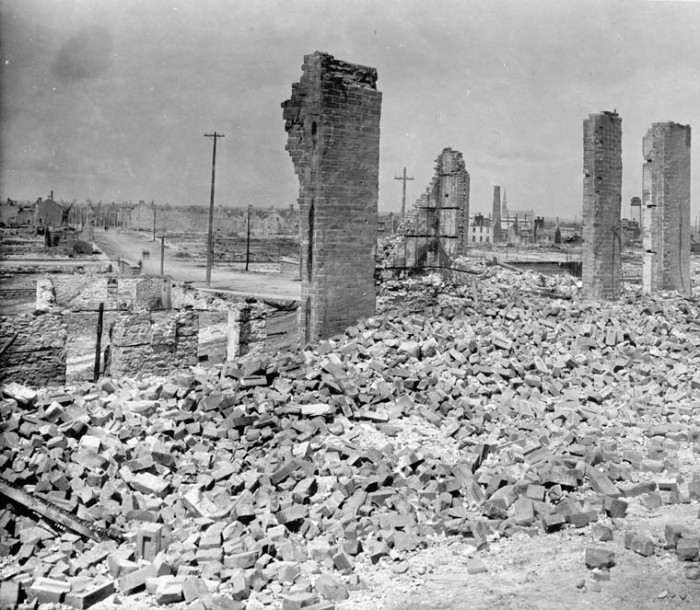
Rue Wellington, Hull.
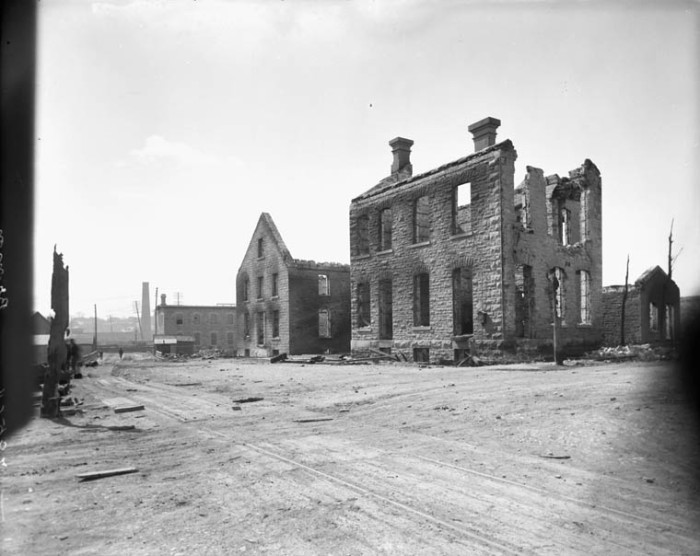
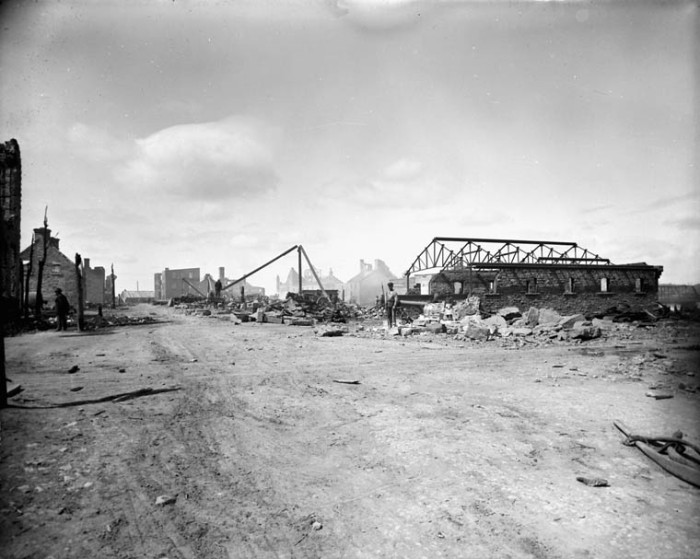
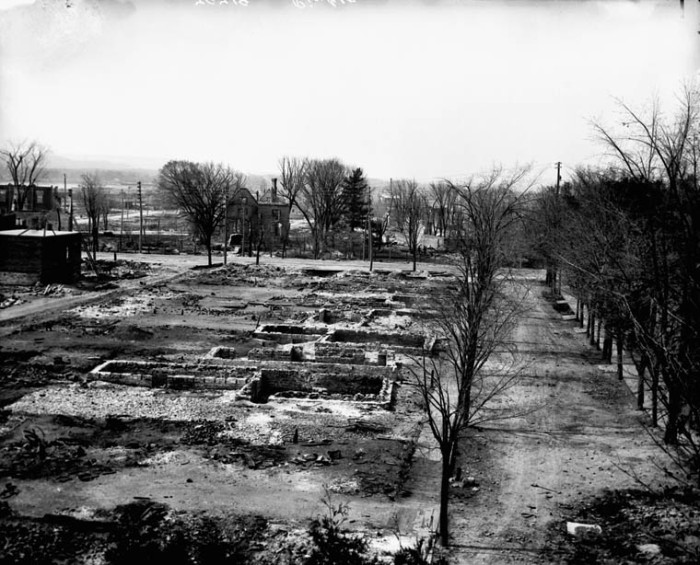
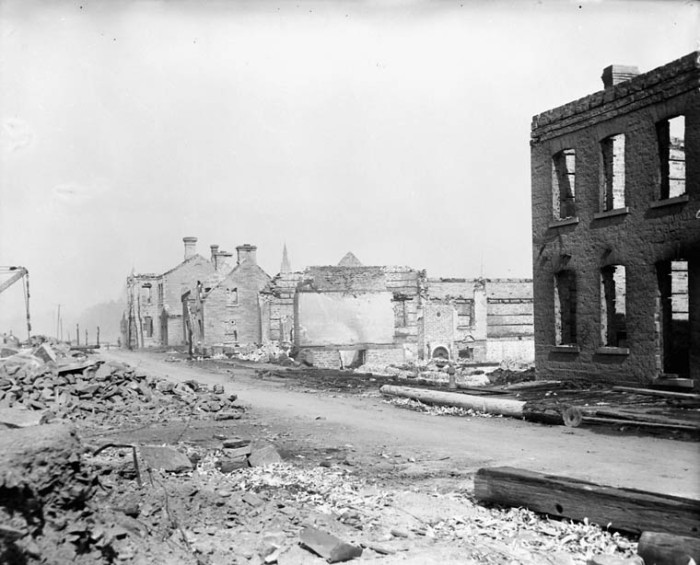
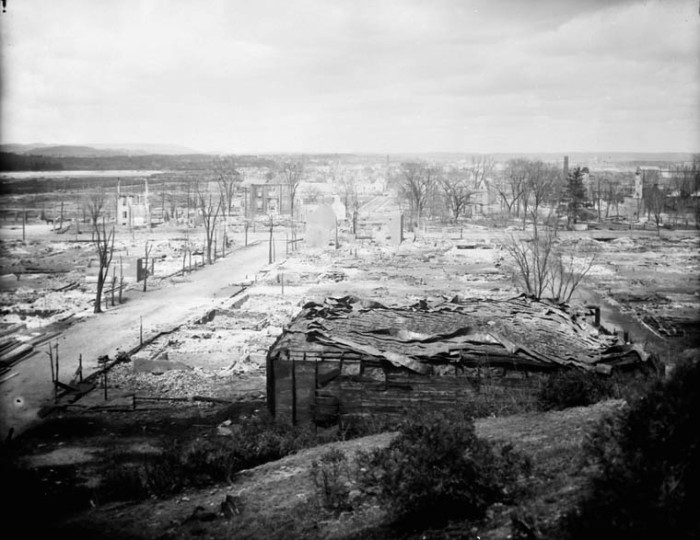
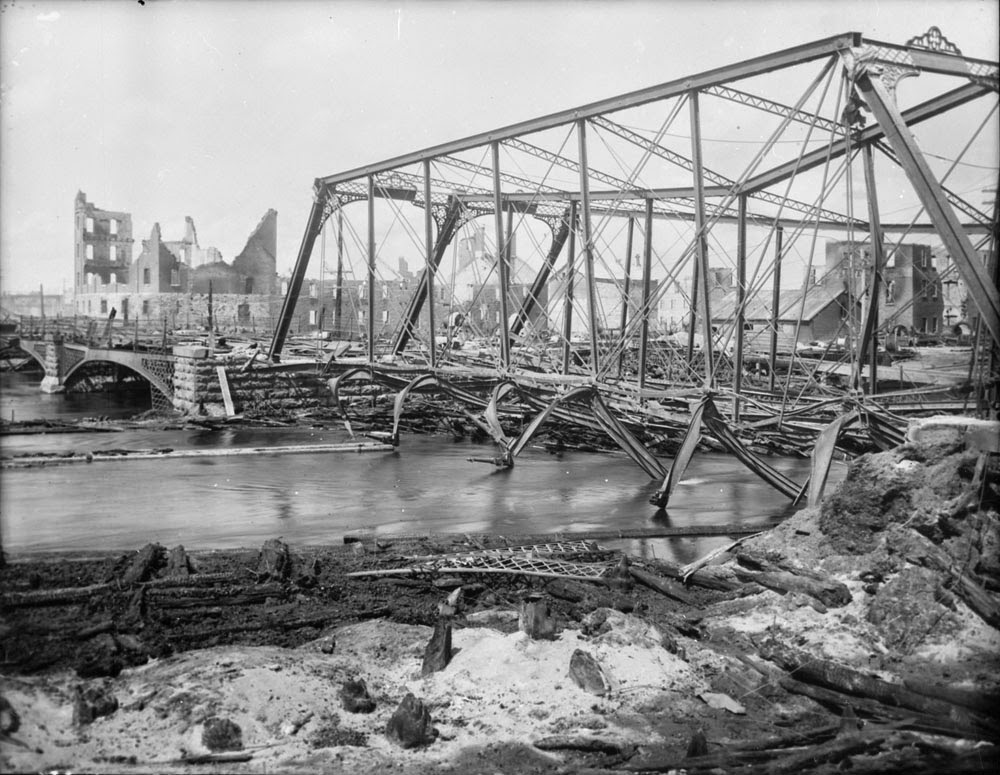
Pont des Chaudières et le moulin McKay, à partir d'Ottawa.
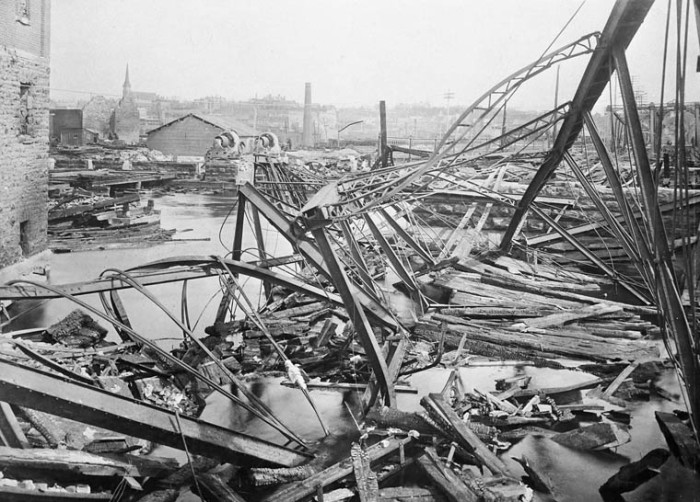
Pont des Chaudières.
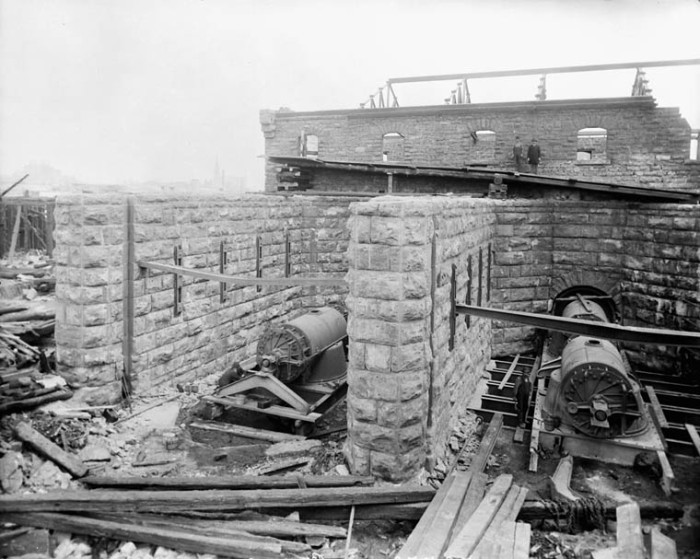
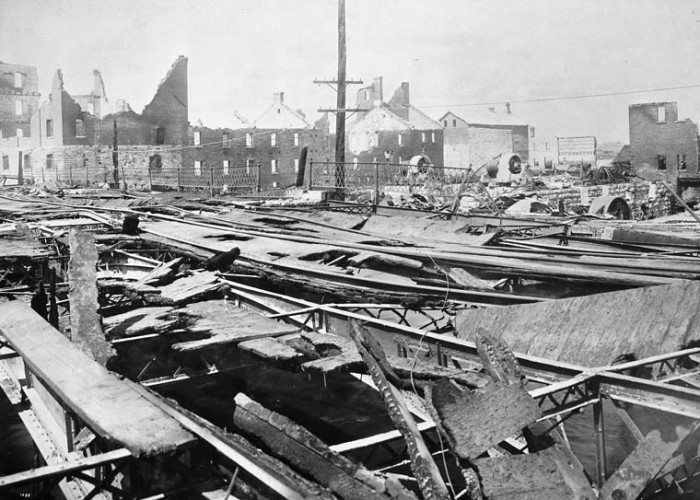
Rue Victoria, Hull.
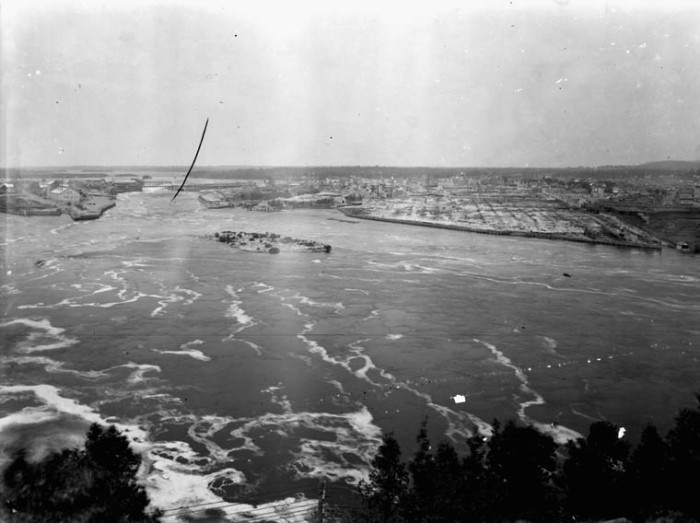
Vue de la colline parlementaire.
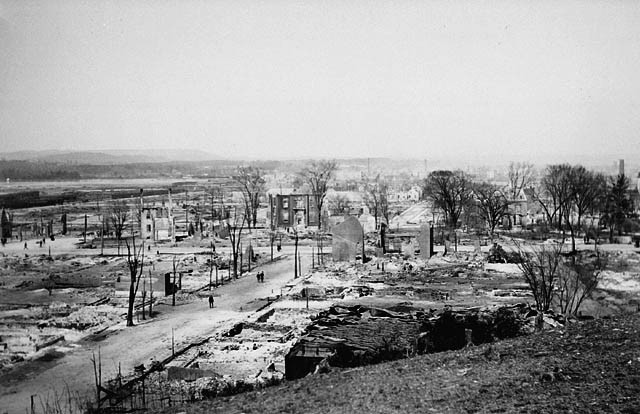
Vue de Hull à partir de l'église St-Joseph.
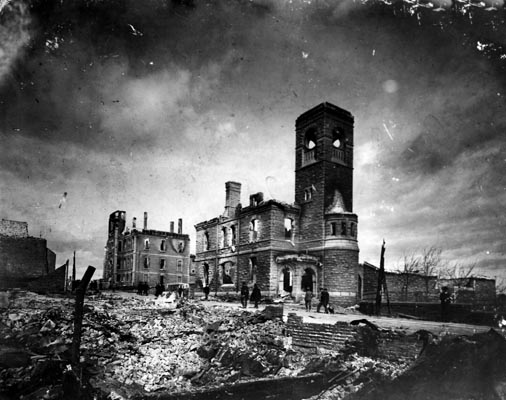
Ruines de l'hôtel de ville de Hull.
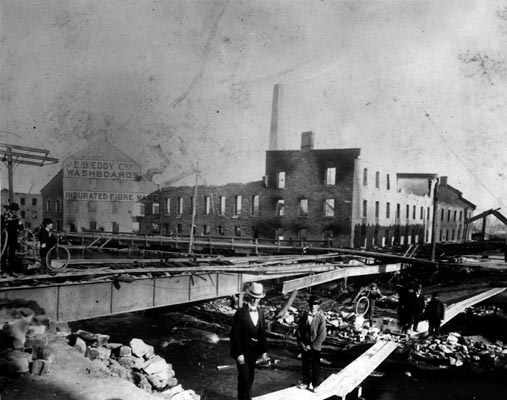
Ruines, quartier industriel, Hull.
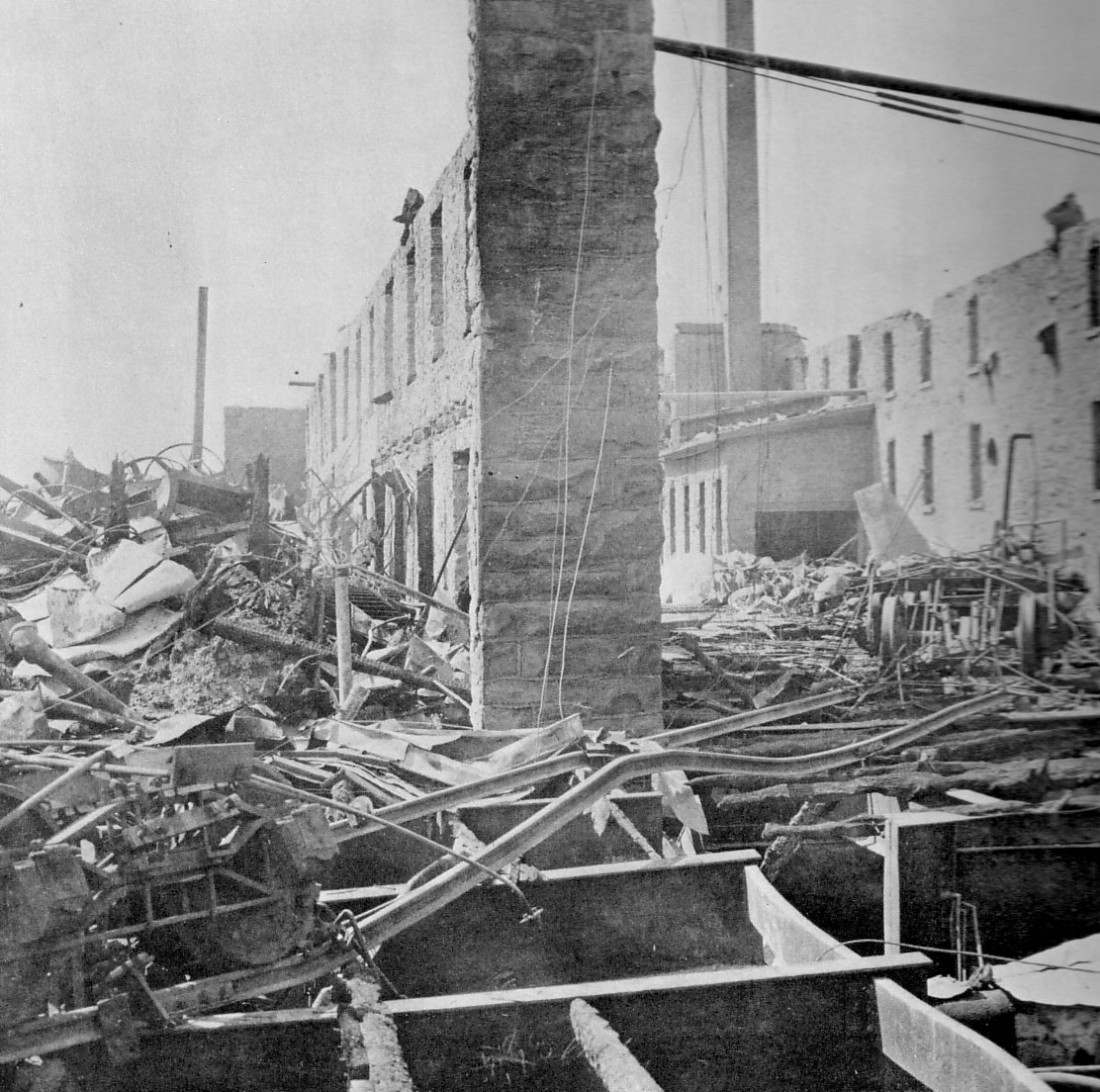
Ruines du moulin Eddy, Hull.

## Citations
- « Hull n'est plus, Hull n'est qu'un amas de cendres, un morceau de ruines, une plaine de douleurs et une vallée de larmes.» - Sir Wilfrid Laurier, premier ministre du Canada

- « Veuillez accepter mes plus profondes sympathies à cause du feu sérieux et destruction de propriété. » - Edouard, Prince de Galles, futur roi Edouard VII.

- « Profondément peiné à cause de calamité. Je sympathise profondément avec le peuple d’Ottawa. » - George, duc de York, frère d’Edouard et futur roi George V.

- « En qualité d’ancien concitoyen qui n’a jamais oublié les bontés que le peuple d’Ottawa lui a montrées, je désire sympathiser avec lui dans le malheur qui le frappe. Je suis peiné d’apprendre la destruction de ces magnifiques scieries que j’ai eu souvent l’avantage de visiter. » - Sir Henry Charles Keith Petty-Fitzmaurice, ex-Gouverneur général du Canada (1883 - 1888) 5e marquis de Lansdowne, 6e comte de Kerry

- « Profondément peiné d’apprendre nouvelle de l’incendie. Je vous demande d’accepter 1 000 livres pour soulager les malheureux d’Ottawa. » - Sir Frederick Arthur Stanley, ex Gouverneur_général_du_Canada (1888-1893), 1er baron Stanley de Preston et 16e comte de Derby.

- « Nous sympathisons avec les citoyens d’Ottawa à cause du malheur qui leur est arrivé et nous demandons respectueusement à Votre Excellence qu’elle transmette aux sinistrés le montant de 500 $ ci-inclus. » - The Chinese Consolidated Benevolent Society
- « Je n'en ai pas besoin, je vais rentrer en voiture.» -  Lord Melgund, fils ainé du Gouverneur Général, marchant pieds nus dans les ruines après avoir offerts ses chaussures à un sinistré qui n'en avait pas.